# Basedowstraße 2, Porsestraße 17

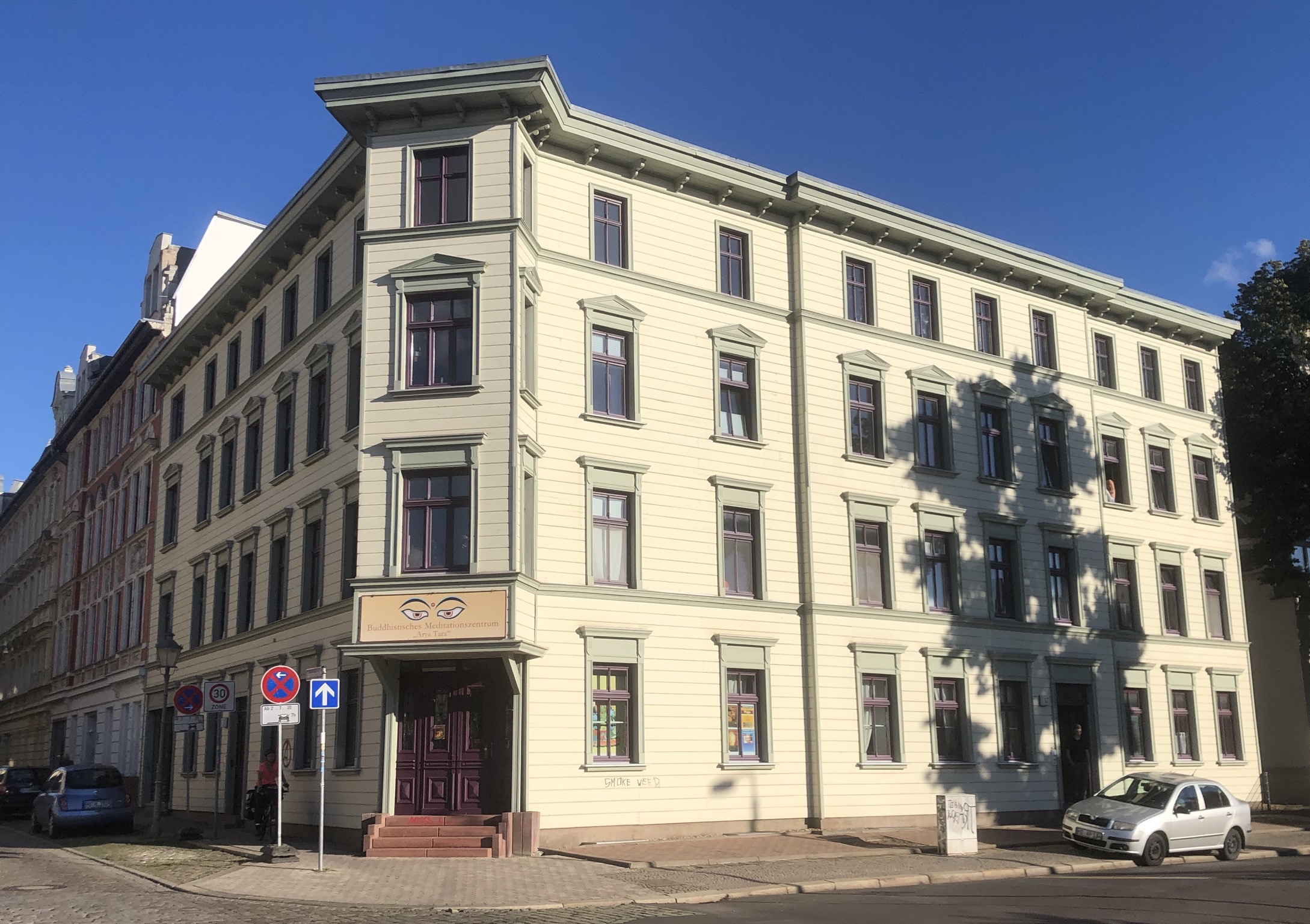
Basedowstraße 2, Porsestraße 17 in Magdeburg; Blick von Nordwesten, 2020

Das Gebäude Basedowstraße 2, Porsestraße 17 ist ein denkmalgeschütztes Wohnhaus in Magdeburg in Sachsen-Anhalt.

## Lage
Es befindet sich in einer prägenden Ecklage auf der Südseite der Basedowstraße an deren Einmündung auf die Porsestraße im Magdeburger Stadtteil Buckau. Unmittelbar östlich grenzt das gleichfalls denkmalgeschützte Haus Basedowstraße 4 an. Zugleich gehört es zum Denkmalbereich Basedowstraße.

## Architektur und Geschichte
Das viergeschossige Gebäude entstand im Jahr 1884 in Fachwerkbauweise im zweiten Festungsrayon der Festung Magdeburg. Gebaut wurde es von Zimmermeister Alb. Jul. Hitzeroth für den Bäckermeister Nebelung. Die Fassaden sind mit Holz verschalt. Die Verdachungen von Fenstern und Türen sind schlicht im Stil des Spätklassizismus gehalten. Das Traufgesims kragt weit vor. Prägend ist ein die Ecksituation betonender Erker vor den Obergeschossen. Unterhalb des Eckerkers ist der Hauseingang angeordnet.
Im örtlichen Denkmalverzeichnis ist das Wohnhaus unter der Erfassungsnummer 094 17761 als Baudenkmal verzeichnet. Vermutlich versehentlich wurde das Haus darüber hinaus auch unter der Adresse Porsestraße 17 mit der Erfassungsnummer 094 17854 geführt.
Das Haus gilt als Teil des gründerzeitlichen Straßenzugs und der gegenüberliegenden Villa Porsestraße 15 als städtebaulich bedeutsam.
Derzeit (Stand 2020) befindet sich im Haus ein buddhistisches Meditationszentrum.